# Belo Redondo
Ernesto Belo Redondo (12 de abril de 1900 - Lisboa, 9 de abril de 1957), foi um escritor e jornalista português.
Eleito vogal do primeiro Conselho Fiscal da Caixa de Previdência do Sindicato dos Profissionais da Imprensa de Lisboa (a 23 de Maio de 1925), numa direcção que incluía nomes como Joshua Benoliel ou Acúrsio Pereira, Belo Redondo já no passado mostrara o seu empenho na defesa dos interesses da classe. Com efeito, no ano anterior (1924 havia feito parte de uma comissão pela luta pelo direito ao descanso dominical).
Fez parte, com Artur Portela e Julião Quintinha, da última direcção do Sindicato dos Profissionais de Imprensa de Lisboa, até à sua dissolução pelo regime corporativo do Estado Novo (1933) que, em seu lugar, criou o Sindicato Nacional dos Jornalistas (1934), presidido por António Ferro, simultaneamente director do Secretariado da Propaganda Nacional, órgão que funcionava sob a alçada directa de Salazar.
Na sua qualidade de dirigente sindical dos jornalistas, Belo Redondo subscreveu em 1932, com os seus colegas da direcção, um protesto contra a censura endereçado ao governo. Mais tarde, em 31 de Janeiro de 1935, foi um dos 200 subscritores de um protesto colectivo dos jornalistas, artistas e intelectuais contra a censura, endereçado ao presidente da Assembleia Nacional.
Trabalhou em jornais de referência como o Diário de Notícias;  colaborou no semanário A Canção de Portugal  (1916-1919) e também no semanário  Repórter X 
(1930-1935).
Em paralelo com a sua carreira jornalística, desenvolveu publicou vários livros.

## Livros
- A batalha do petróleo, ensaio, Lisboa, Parceria A. M. Pereira, 1942[4]
- Cantares, 1918
- O Homem que matou Barbosa, estudo de psicologia criminal, 1925
- A Criminalidade e o desporto, 1928
- São João do triste amor, versos 1928
- A Cidade Maldita, 1929[4], romance, Prémio "António Maria Pereira",  com de capa de Ferreira d'Albuquerque e edição da Parceria A. M. Pereira
- A cidade dos fantasmas[4], contos,com de capa de Ferreira d'Albuquerque, 1933, e segunda edição pela Empresa Nacional de Publicidade 1934
- A volta a Portugal em bicicleta, 1935
- A Espanha em guerra, em colaboração com Mário Pires, 1935
- Crimes e criminosos célebres : I Diogo Alves e sua quadrilha, com Tomé Vieira. Lisboa, Editora Guimarães, 1939
- Murtal - Aldeia das Murtas 1943, edição do Museu-Biblioteca do Conde de Castro Guimarães